# Чакмаккьой
Чакмаккьой или Чакмак кьой (на турски: Çakmakköy) е село в Източна Тракия, Турция, Вилает Одрин, Околия Узункьопрю.

## География
Селото се намира на 10 километра северно от Узункьопрю на границата с Гърция.

## История
В 19 век Чакмаккьой е българско село в Узункьоприйска кааза на Одринския вилает на Османската империя. Според „Етнография на вилаетите Адрианопол, Монастир и Салоника“, издадена в Константинопол в 1878 година и отразяваща статистиката на населението от 1873 Чакмак (Tchakmak) е село с 270 домакинства и 45 жители мюсюлмани и 1390 българи.
При избухването на Балканската война в 1912 година един човек от Чакмаккьой е доброволец в Македоно-одринското опълчение.

## Личности
Родени в Чакмаккьой
- Христо Тодоров (1884 – ?), македоно-одрински опълченец, 4 рота на 9 велешка дружина, носител на кръст „За храброст“ IV степен[3]